# Файнштейн, Григорий Хаимович
Григо́рий Хаи́мович Файнште́йн (1 мая 1914, село Домна-Еравно — 22 июня 2000, Иркутск) — советский геолог, руководимая им геологическая партия стала первооткрывателем якутских алмазов, Заслуженный геолог РСФСР, лауреат Ленинской премии (1957), кавалер ордена Ленина (1957).

## Биография
Родился 18 апреля (1 мая) 1914 года в селе Домна-Еравно, Забайкальская область, Российская империя.
В 1930—1935 годах работал учителем начальной школы.
В 1939 году окончил Иркутский государственный университет, был заместителем секретаря комитета ВЛКСМ университета.
С 1938 года участвовал в геологических экспедициях коллектором Иркутского геологического управления (ИГУ).
В 1939—1944 годах служил в РККА в частях Забайкальского военного округа (311 сп. 36 сд. 12 корпус, 36-я общевойсковая армия).
В 1945—1950 годах — геолог, старший геолог (с 1947) поисковой партии ИГУ .
В августе 1949 года на реке Вилюй коллективом руководимой им партии № 183 были найдены первые в Якутии алмазы.
В 1950—1961 годах — начальник, главный геолог комплексной партии ИГУ; старший геолог, начальник научно-производственной партии Амакинской экспедиции, Якутская АССР.
В 1961—1964 годах — начальник научно-производственной партии комплексной тематической экспедиции ИГУ.
В 1962 году окончил аспирантуру Иркутского университета, кандидат геолого-минералогических наук. Тема диссертации «Алмазные россыпи юго-западной Якутии, условия их формирования и закономерности размещения». Научный руководитель — д-р геол.-минерал. наук Одинцов М. М.
В 1964—1989 годах — начальник отдела, заведующий сектором, старший научный сотрудник Восточно-Сибирского научно-исследовательского института геологии, геофизики и минерального сырья (Иркутск).
С 1989 года на пенсии. Скончался 22 июня 2000 года в городе Иркутск.

### Публикации
Книги
- Бобриевич А. П., Бондаренко М. Н., Гневушев М. А., Кинд Н. В., Корешков Б. Я., Курылева Н. А., Нефедова З. Д., Попугаева Л. А., Попова Е. Э., Скульский В. Д., Смирнов Г. И., Юркевич Р. К., Файнштейн Г. Х., Щукин В. Н. Алмазы Сибири. — М.: Госгеолтехиздат, 1957. — 159 с.
- Файнштейн Г. Х. За нами встают города // За нами встают города. Разбуженные джинны. — Иркутск: Восточно-Сибирское книжное издательство, 1988. — 304 с. — ISBN 5-7424-0071-3.

Статьи
- Файнштейн Г. Х. Основные черты строения алмазоносных осадочных формаций верхнего палеозоя восточного борта Тунгусской синеклизы // Геология и геофизика. — 1981. — Т. 22, № 5. — С. 46—54.
- Ващенко Е. М., Урумов Ю. Д., Файнштейн Г. Х. Новые данные по стратиграфии каменноугольных отложений северо-восточного борта Тунгусской синеклизы // Геология и геофизика. — 1982. — Т. 23, № 5. — С. 25—33.
- Файнштейн Г. Х. О книге Н. Н. Зинчука, Д. Д. Котельникова и Е. И. Бориса «Древние коры выветривания и поиски алмазных месторождений» // Геология и геофизика. — 1985. — Т. 26, № 8. — С. 130—131.

## Награды и премии
- 1945 — Медаль «За победу над Германией в Великой Отечественной войне 1941—1945 гг.»
- 1957 — Ленинская премия, за открытие промышленного месторождения алмазов в Якутской АССР.
- 1957 — Орден Ленина
- 19?? — Отличник разведки недр
- 19?? — Заслуженный геолог РСФСР[источник не указан 1931 день]

## Членство в организациях
- Комиссия по осадочным породам при отделении наук о Земле АН СССР.
- Всесоюзная секция по изучению кор выветривания
- Куратор Министерства геологии СССР по поискам алмазов в Иркутской области и Красноярском крае.[3]

## Память
- В честь первооткрывателя Якутской алмазоносной провинции Григория Хаимовича Файнштейна алмазу весом 91,33 карата, добытому в 1997 году на фабрике № 8 из кимберлитов трубки «Сытыканская», присвоено имя «Григорий Файнштейн»[4].
- Одна из кимберлитовых трубок Алакит-Мархинского кимберлитового поля — «Файнштейновская», названа в честь Файнштейна Григория Хаимовича.

## Критика
Из интервью с Е. Н. Елагиной:

Он [Файнштейн] ещё в 1952 году снят с должности начальника партии и главного геолога за безумную растрату в Вилюйской партии, которую он возглавлял — там то ли семь, то ли девять миллионов рублей не хватало. Главный геолог Амакинской [экспедиции] тогда ещё был не Юркевич, а М. А. Гнеушев, он человек был интеллигентный, умный, хорошо образованный, и в других отношениях приятный. Он говорил: «Директор завода за миллион растраты уже кладет партбилет. А тут паршивая экспедиция, семь миллионов похерили и виновного нету». Пять лет ездили всякие проверки — клубок был так ловко смотан — вроде бы небрежность бухгалтера, но так смотан клубок, что ни за какую ниточку зацепить не удаётся. Потом комиссия кончилась, а главный бухгалтер купил себе двухэтажный каменный дом в Иркутске. У меня нет данных, но я убеждена, что один из этих миллионов перекочевал Иркутскому обкому партии за то, чтобы Файнштейна воткнули в лауреаты [Ленинской премии]. Его не исключили из партии. Его должны были исключить, но он рыдал и становился на колени, что у него без партии не жизнь, что просто бери верёвку и вешайся, и ему, учитывая заслуги… А как выяснилось и этих заслуг у него нет…